# Stactobia huor
Stactobia huor is een schietmot uit de familie Hydroptilidae. De soort komt voor in het Oriëntaals gebied.